# Intento de golpe de Estado en Portugal de noviembre de 1975
El golpe del 25 de noviembre de 1975 (generalmente conocido en Portugal como "el 25 de noviembre") fue un intento de golpe de Estado militar contra los órganos de gobierno de Portugal que siguieron a la Revolución de los Claveles. Ejercido en la práctica por tropas paracaidistas rebeldes, apoyadas por elementos de extrema izquierda portugueses, en un movimiento confuso que se entiende como un intento de dirigir  la transición portuguesa a la democracia hacia una dictadura comunista o un enfrentamiento entre moderados y extremistas.

## Situación previa
La situación política, económica y social en el Portugal posterior a la Revolución de los Claveles —conocida como el Proceso Revolucionario en Curso (PREC)— y la composición del gobierno, el primero elegido democráticamente tras la caída del régimen anterior, dio lugar a graves enfrentamientos durante lo que se conoció como el "verano caliente de 1975". Esto marcó el comienzo del movimiento contrarrevolucionario y provocó una división en el Movimiento de las Fuerzas Armadas (responsable del derrocamiento del Estado Nuevo). Fue el golpe del 25 de noviembre de 1975, seguido de un contragolpe liderado por Ramalho Eanes, un demócrata moderado (apoyado por el socialista moderado Mário Soares), lo que restableció el proceso democrático.

## El 25 de noviembre
En este día, con el país sumido en el caos político, tropas de la Base paracaidista de Tancos, en protesta contra la amenaza del jefe del Estado Mayor de la Fuerza Aérea, el general Morais da Silva, tomaron su propia base de Tancos, así como las de Monte Real, Montijo y la Base Aérea de Monsant con el apoyo o las simpatías de organizaciones de extrema izquierda.  Finalmente los rebeldes fueron contenidos y detenidos por tropas leales al gobierno, si bien  la situación fue muy confusa durante esos días.

## Interpretaciones
Vasco Gonçalves, el anterior primer ministro, describió más tarde el golpe como una "provocación" organizada por el sexto gobierno provisional, diciendo que este había ordenado a los paracaidistas atacar Rádio Renascença, ocupada por un grupo de obreros. Estas órdenes, llevadas a cabo por paracaidistas de baja graduación y los llevó posteriormente a ocupar otras bases militares para forzar la renuncia del general Morais da Silva. Gonçalves culpa al Grupo de los Nueve y elementos relacionados.